# Gauche caviar
Gauche caviar (franska med ordagrann översättning "kaviarvänster") är en under 1980-talet myntad, smått nedsättande beteckning för Paris unga, kostymklädda, professionellt framgångsrika vänsteranhängare. Gauche caviar blev en av de starka faktorer som fick den franska huvudstaden att politiskt övergå från höger till vänster.
Motsvarigheter på svenska: Kaviarvänster, champagnevänster, invånare på Hummerknivssöder.